# どうぶつしょうぎ

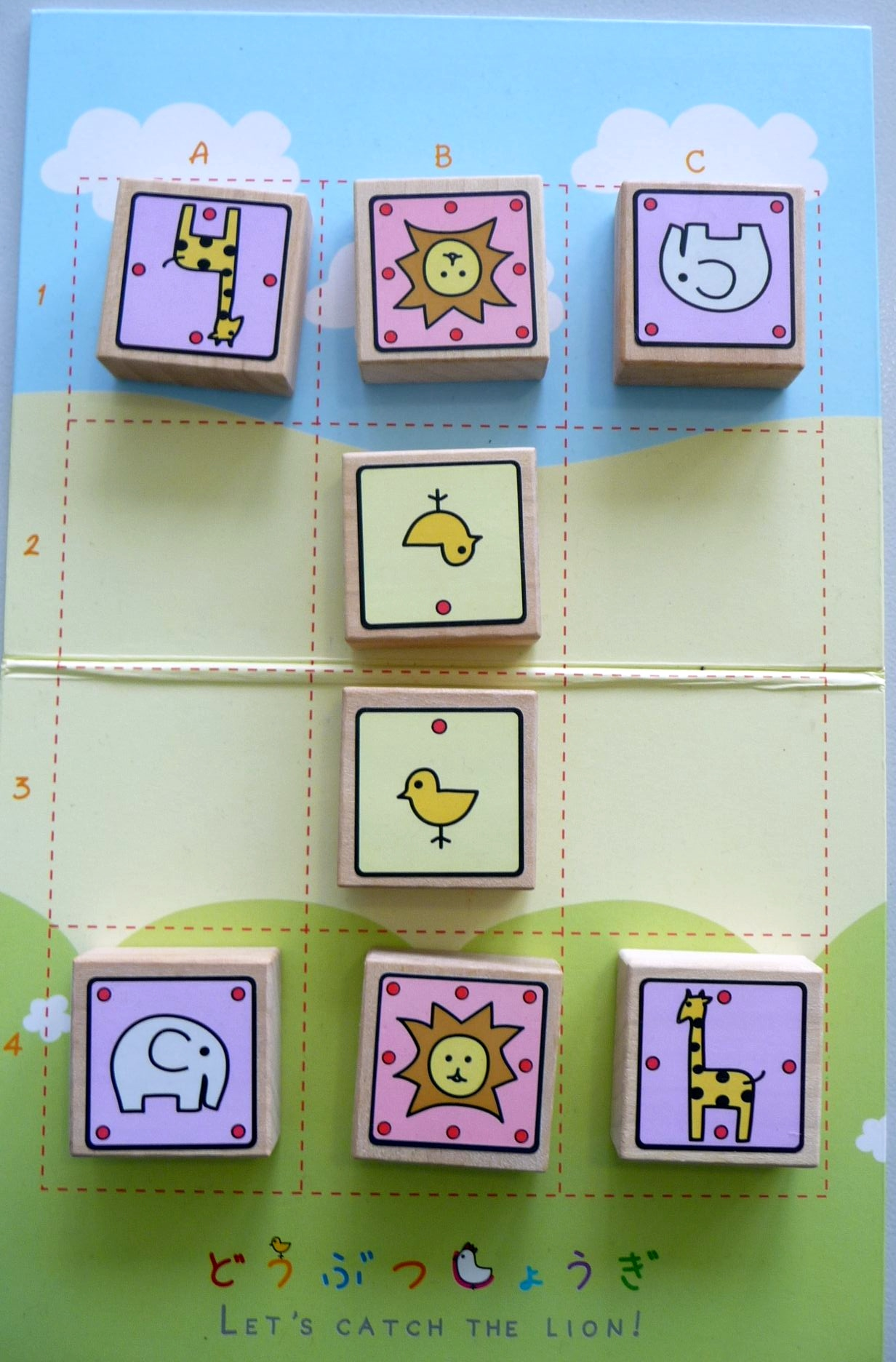
どうぶつしょうぎ

どうぶつしょうぎは、二人で行うボードゲーム（盤上遊戯）の一種である。

## 概要
3×4マスの盤面と、動きを簡略化した将棋類の駒を用いる。主に女流棋士の北尾まどかがルールを考案し、同じく女流棋士の藤田麻衣子がデザインした。2008年、その2人が所属していた日本女子プロ将棋協会 (LPSA) が発表したことで人気となり、若い世代に普及した。女流棋士の岩崎夏子（2011年生まれ）は、将棋を知ったきっかけとして幼少期にどうぶつしょうぎに触れたことを挙げている。

## ルール
使用する駒は、「ライオン」「ぞう」「きりん」「ひよこ」の4種類である。将棋と同様に、プレーヤーは交互に盤上の自分の駒の一つを移動させるか、または自分の持ち駒を盤上の空いているマスに置くかを選択する。
駒を進めたいマスに相手の駒がいる場合、その駒を取って自分の持ち駒とする。持ち駒は、自分の手番で自由に使うことができる。但し「にわとり」を取った場合、将棋で成駒を取った場合と同様に打つときは「ひよこ」の状態で打たなければならない。
相手のライオンを取る「キャッチ」か、または、自分のライオンを相手陣の1段目に移動させる「トライ」（移動した次の手でライオンが取られる場合は除く）（将棋の入玉に相当）で勝利となる。千日手（手番が全く同じ状態が3回現れる）は引き分け。
将棋とは異なり、「二ひよこ」（将棋の二歩に相当）や「打ちひよこ詰め」（将棋の打ち歩詰めに相当）、敵陣1段目のひよこ打ち（将棋の行き所のない駒に相当）、ライオン手放置（将棋の王手放置に相当）は反則ではない。連続ライオン手の千日手（将棋の連続王手の千日手に相当）も反則ではなく引き分けとなる。

### 駒の動き
LPSAが作成頒布している駒にはそれぞれ駒に赤い丸印（にわとりは青い丸印）がついており、その方向に1マスずつ進むことができる。
| ○ | ○  | ○ |
| ○ | ラ | ○ |
| ○ | ○  | ○ |

| ○ |    | ○ |
|   | ぞ |   |
| ○ |    | ○ |

|   | ○  |   |
| ○ | き | ○ |
|   | ○  |   |

|  | ○  |  |
|  | ひ |  |
|  |    |  |

| ○ | ○  | ○ |
| ○ | に | ○ |
|   | ○  |   |

### 初期配置
下図の強調書体で表されている駒が先手の駒である。先手駒と後手駒は向かい合うかたちで配置される。
| A  | B  | C  |   |
| き | ラ | ぞ | 1 |
|    | ひ |    | 2 |
|    | ひ |    | 3 |
| ぞ | ラ | き | 4 |

### コンピューターによる解析
東京大学情報基盤センター准教授の田中哲朗は、コンピュータを用いた「起こりうる全局面（2億4680万3167局面）」の解析により（計算時間はパソコンで5時間半）、両者が最善を尽くした場合（二人零和有限確定完全情報ゲームも参照）、78手で後手の勝利となる、すなわち、後手にミスがない限り後手必勝となるという結果を2009年6月に発表した。この解析結果を元にした、後手番必勝を体験できる、すなわち78手目で詰まされるまで何度でも待ったをして先手番の負けを体験できる「どうぶつしょうぎ名人」が公表されている。また、田中の報告によれば、実質的には1手パスとなる「敵陣1段目のひよこ打ち」が勝利のために有効な局面が68局面存在したことや、このゲームで合法手が存在しない（チェスのステイルメイトに相当する）状態は、駒の動きと配置の関係上起こり得ないことが判明した。

## 歴史
2008年1月頃、LPSA所属女流棋士である藤田麻衣子が、初心者用将棋盤駒として動物をモチーフにした本将棋の盤駒をデザインした。歩＝ひよこ、と金＝にわとり、王＝ライオン、角＝ぞう、飛車＝きりんはこのときにデザインされ、動く方向に印がつけられた。全く同時期に当時LPSA所属女流棋士だった北尾まどかが初心者用に3×4の盤面をはじめ、いくつかの簡易将棋を考案した。デザイン・ルールはその後に変わったものがある。
同年6月頃、LPSA主催の「小学生女流将棋名人戦」にて藤田デザインの動物駒を用いてリレー将棋を行った。同年8月10日、ボードゲーム7種の会にて北尾考案のルールと、藤田デザインを合体させた「3×4shogi」として発表された。日本将棋連盟所属の棋士である森内俊之も対局した。また、この時には北尾考案、藤田デザインの「5×5将棋」も試験販売した。しかしこれはのちに北尾自身によって必勝法が解明されたため、お蔵入りとなった。
11月、おもちゃフォーラムにて「どうぶつしょうぎ」を試験販売。販売に用意した分はすべて午前中に売り切れた。同年12月、LPSAオンラインショップにて販売開始。
2009年6月15日、北尾がLPSAを退会しフリーの女流棋士となったが、どうぶつしょうぎは北尾・藤田・LPSAの三者が協力して事業を継続することとなった。同年9月、幻冬舎エデュケーションが、どうぶつしょうぎを一般向けに発売。日本ボードゲーム大賞では日本産ボードゲーム最高の5位に入り、ゆうもあ賞を受賞した。
2010年3月31日に藤田もLPSAを退会し、同時に女流棋士の身分を放棄した。4月1日、小学館の『小学一年生』5月号に、紙製の将棋板と同じく紙製の組立式駒とはじめてブック（ルール解説書）が付録として付いた。9月1日にLPSAが販売中止を発表し、その後は、北尾・藤田にて普及を続けている。
2010年、株式会社ライブログよりiTunes App Store及びGoogle Playにて「どうぶつしょうぎ（通常版）」と「どうぶつしょうぎDX」が配信開始となったが、2011年4月でLPSAの製品版とは異なるデザインに変更となった。
2012年2月、株式会社ねこまど（代表取締役：北尾まどか）、株式会社ギンビスより「たべっ子どうぶつどうぶつしょうぎパッケージ」として数量限定で発売された。箱の裏面に将棋盤、側面に駒が印刷されており、切り取って遊べるデザインとなっていた。
2012年春には、iTunes App Storeにて「どうぶつしょうぎ（公式）」が配信開始された（350円）、LPSAの製品版と同様のデザインのアプリケーションが復活した。また、2013年にはオンライン対戦専用アプリの「どうぶつしょうぎウォーズ」も配信開始された。
2013年3月、株式会社ねこまど（代表取締役：北尾まどか）、丸川製菓より「どうぶつしょうぎフーセンガム」が発売された。

## 大会
- 1dayトーナメントでは不定期に「どうぶつしょうぎカップ」が開催されており、第23回・第33回に開催された。2009年4月23日の第23回ではプロ棋士の中田功が優勝している[15]。

## その他のどうぶつしょうぎ
上記の3×4マスのどうぶつしょうぎ以外にも、同じ意匠の駒を用いた将棋がある。

### ごろごろどうぶつしょうぎ
- 上記のどうぶつしょうぎとの違い
  - 盤面が5×6の30マスになる（本将棋は9×9の81マス）。
  - きりんとぞうの代わりに、いぬ（金将と同様）・ねこ（銀将と同様）が加わる。ねことひよこは「成り」ができる点も本将棋と同じ。ねこが成ったらパワーアップねことなり、成銀と同じ動き。
  - 自陣、敵陣が1段から2段に増えている（本将棋は3段）。
  - 勝利条件はキャッチのみで、トライはない（本将棋と同じ）。
  - 「二ひよこ」（将棋の二歩に相当）や「打ちひよこ詰め」（将棋の打ち歩詰めに相当）、敵陣1段目のひよこ打ち（将棋の行き所のない駒に相当）が禁止されている（本将棋と同じ）。
  - 対象年齢が6歳以上となっている（どうぶつしょうぎの対象年齢は3歳以上）。
  - 考案は日本将棋連盟で、北尾まどかは監修となっている。

#### 初期配置
下図の強調書体で表されている駒が先手の駒である。先手駒と後手駒は向かい合うかたちで配置される。
| A  | B  | C  | D  | E  |   |
| ね | い | ラ | い | ね | 1 |
|    |    |    |    |    | 2 |
|    | ひ | ひ | ひ |    | 3 |
|    | ひ | ひ | ひ |    | 4 |
|    |    |    |    |    | 5 |
| ね | い | ラ | い | ね | 6 |

### おおきな森のどうぶつしょうぎ
ルールは本将棋と全く同じ。
- 飛車がきりん、角行がぞう、桂馬がうさぎ、香車がいのししとなっている。成ったらそれぞれパワーアップきりん（竜王）、パワーアップぞう（竜馬）、パワーアップうさぎ（成桂）、パワーアップいのしし（成香）。他の駒はごろごろどうぶつしょうぎと同じ。

### その他
- アンパンマンはじめてしょうぎ[16] - セガトイズ発売。北尾まどか監修。盤面は3×5で、駒数はどうぶつしょうぎよりも少ない3駒。

## 関連書籍
- 『どうぶつしょうぎのほん』 幻冬舎エデュケーション・幻冬舎 文章:北尾まどか 絵:藤田麻衣子 2010年7月13日発売 ISBN 978-4-344-97733-4
- 『どうぶつしょうぎQ 1』 キャッチと王手 文章:北尾まどか, 川崎智秀 絵:藤田麻衣子 2011年9月29日発売 ISBN 978-4-344-97596-5
- 『どうぶつしょうぎQ 2』 王手と詰み 文章:北尾まどか, 川崎智秀 絵:藤田麻衣子 2012年9月25日発売 ISBN 978-4-344-97629-0
- 『どうぶつしょうぎドリル』 文章:北尾まどか, とみたやえこ 絵:藤田麻衣子 2014年6月30日発売 ISBN 978-4-344-97782-2